# 블로러만

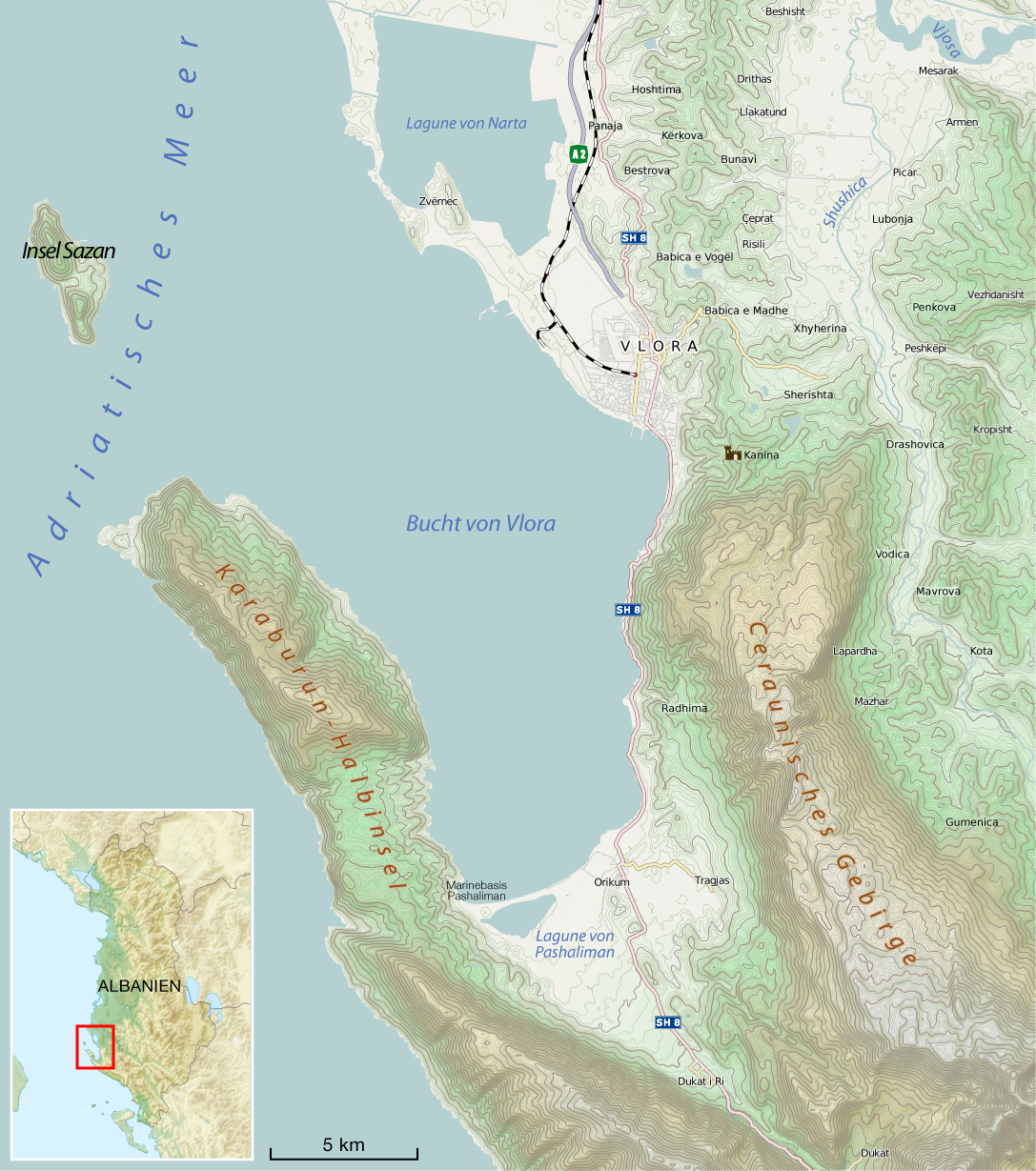

블로러 만(알바니아어: Gjiri i Vlorës)은 알바니아 남부의 가장 큰 만 중 하나이다.
블로러 만 연구는 몇 해 동안 블로러 대학 지리학과의 주요 프로젝트 중 하나가 되었다. 블로러 만은 율리우스 카이사르의 전투 등 세계 역사의 주요 장소가 되었다. 한번에 블로러 만의 18척의 함선이 침몰한 적이 있다.